# بيتسي كورتيس
بيتسي كورتيس (بالإنجليزية: Betsy Curtis)‏ هي كاتِبة أمريكية، ولدت في 17 سبتمبر 1917 في توليدو في الولايات المتحدة، وتوفيت في 17 أبريل 2002.